# Guvernementet Piotrków
Guvernementet Piotrków var ett guvernement i ryska Polen, 1867-1917.
Det gränsar i söder till Galizien, i sydväst till Schlesien, i väster till guvernementet Kalisz,
i norr till Warszawa, i öster till Radom och Kielce. Det hade en yta på 12 250 km² och 1 933 400 invånare (1910), av vilka omkring 16 procent var judar. Med sina 158 invånare på 1 km², var det Rysslands tätast befolkade guvernement.
Guvernementet var till största delen ett slättland, där alla sädesslag odlades, men dock stod åkerbruket i betydelse efter bergsbruket (stenkol, brunkol och järn) och industrin. Viktigast var bomulls- och ylleindustrin, vidare zinkhyttor,
cementfabriker, maskinverkstäder m. m. Piotrków delades i 8 kretsar.